# Too Close
"Too Close" é uma canção gravada pelo cantor e compositor britânico Alex Clare para seu álbum de estreia, The Lateness of the Hour (2012). Foi escrita por Alex Clare, Jim Duguid e produzida por Diplo & Switch e Mike Spencer. Foi lançada como segundo single do projeto em 15 de abril de 2011 em território britânico e em 15 de março de 2012 nos Estados Unidos e Canadá. A canção foi usado em publicidade para o Internet Explorer do Windows

## Lista de faixas
| Download digital |                               |         |  |
| N.º              | Título                        | Duração |  |
| 1.               | "Too Close"                   | 4:16    |  |
| 2.               | "Too Close" (Nadastrom Remix) | 4:28    |  |
| 3.               | "Too Close" (Music video)     | 4:18    |  |

## Desempenho e certificações
| Tabela musical (2011-12)                       | Melhor posição |
| ---------------------------------------------- | -------------- |
| Áustria (Ö3 Austria Top 75)                    | 6              |
| Bélgica (Ultratip Bubbling Under de Flandres)  | 15             |
| Bélgica (Ultratip Bubbling Under da Valônia)   | 47             |
| Canadá (Canadian Hot 100)                      | 14             |
| República Checa (Rádio Top 100)                | 19             |
| Dinamarca (Hitlisten)                          | 29             |
| França (SNEP)                                  | 9              |
| O campo songid é OBRIGATÓRIO PARA PARADA ALEMÃ | 1              |
| Hungria (Rádiós Top 40)                        | 14             |
| Irlanda (IRMA)                                 | 47             |
| Países Baixos (Single Top 100)                 | 33             |
| Escócia (Scottish Singles Chart)               | 6              |
| Suíça (Schweizer Hitparade)                    | 12             |
| Reino Unido (UK Singles Chart)                 | 4              |
| Estados Unidos (Billboard Hot 100)             | 7              |
| Estados Unidos (Pop Songs)                     | 4              |
| Estados Unidos (Rock Songs)                    | 2              |
| Estados Unidos (Alternative Songs)             | 1              |
| Estados Unidos (Hot Dance Club Songs)          | 31             |
| Estados Unidos (Adult Pop Songs)               | 4              |
| Estados Unidos (Adult Contemporary)            | 26             |
| Venezuela (Record Report)                      | 127            |

| País           | Associação   | Certificação | Vendas     |
| -------------- | ------------ | ------------ | ---------- |
| Áustria        | IFPI Áustria | Ouro         | 15,000+    |
| Alemanha       | BVMI         | Platina      | 300,000+   |
| Estados Unidos | RIAA         | 2× Platina   | 2,000,000+ |
| Suíça          | IFPI Schweiz | Ouro         | 15,000+    |

## Histórico de lançamento
| País        | Data                | Formato          | Gravadora      |
| ----------- | ------------------- | ---------------- | -------------- |
| Reino Unido | 15 de abril de 2011 | Download digital | Island Records |